# Trifurcula eurema
Trifurcula eurema là một loài bướm đêm thuộc họ Nepticulidae. It is widespread throughout Europe, northwards to miền nam Na Uy và Thụy Điển (but not in Phần Lan), Ba Lan và the Baltic Region. Nó cũng được tìm thấy ở the Mediterranean Region, bao gồm the larger Mediterranean islands, phía đông đến Bulgaria, Asiatic Thổ Nhĩ Kỳ và Ukraina.
Sải cánh dài 4.5–7 mm.
Ấu trùng ăn Dorycnium hirsutum, Dorycnium pentaphyllum, Dorycnium rectum, Lotus corniculatus, Lotus cytisoides, Lotus ornithopodoides, Lotus pedunculatus, Lotus uliginosus và Tetragonolobus maritimus. Chúng ăn lá nơi chúng làm tổ. 
s==Tham khảo==